# Моралес-дель-Віно
Моралес-дель-Віно (ісп. Morales del Vino) — муніципалітет в Іспанії, у складі автономної спільноти Кастилія-і-Леон, у провінції Самора. Населення — 2709 осіб (2010).
Муніципалітет розташований на відстані близько 210 км на північний захід від Мадрида, 6 км на південь від Самори.
На території муніципалітету розташовані такі населені пункти: (дані про населення за 2010 рік)
- Моралес-дель-Віно: 2617 осіб
- Понтехос: 92 особи

## Демографія
Динаміка населення (INE ):

## Галерея зображень

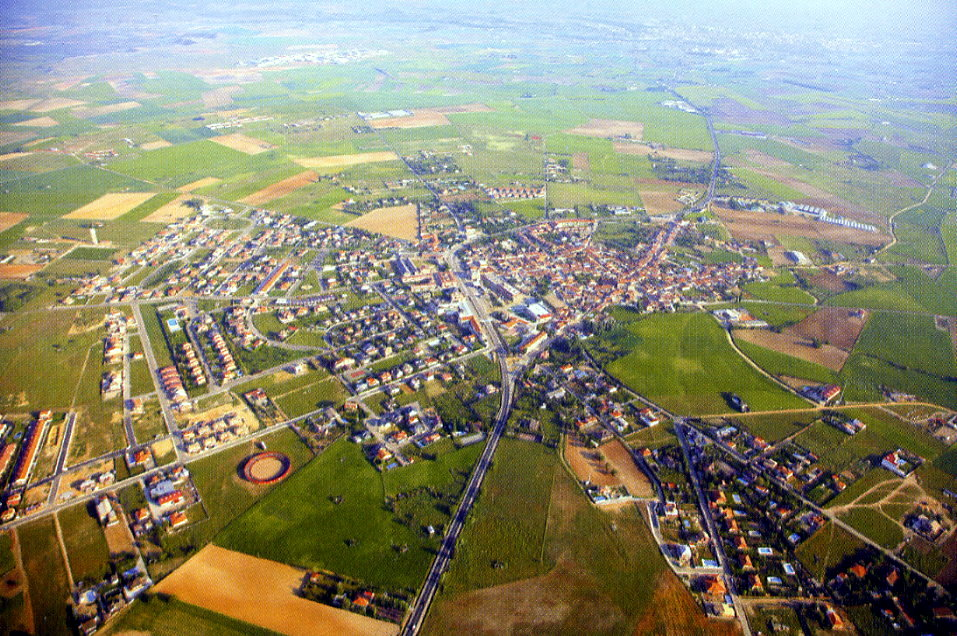
Панорама
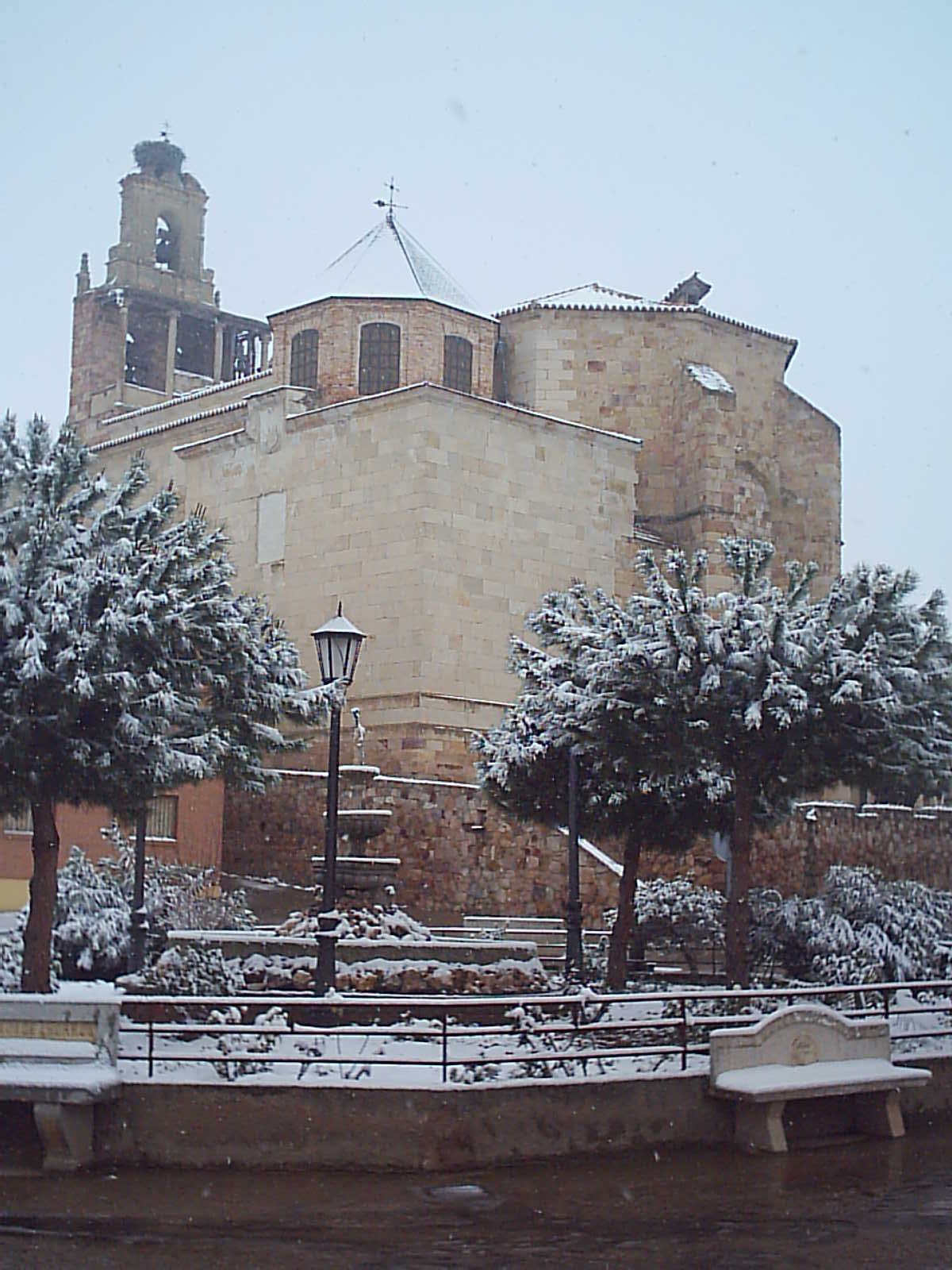
Церква Ла-Асунсьйон